# Полевой лунь
Полевой лунь, (лат. Circus cyaneus) — среднего размера хищная птица семейства ястребиных, распространённая в северном полушарии. Предпочитает открытые пространства — степи, сфагновые болота, заросшие прибрежные луга, вырубки, мелководные озёра с густой растительностью и вересковые пустоши. Занесён в Красные книги ряда регионов России.

## Описание
Средней величины и лёгкого сложения хищная птица — длина 46—47 см, размах крыльев 97—118 см. Как и другие представители своего рода, выделяется длинными крыльями и хвостом, благодаря которым медленно и бесшумно перемещается низко над землёй. Самки выглядят заметно крупнее самцов — их масса 390—600 граммов, тогда как масса самцов 290—390 граммов. В окрасе также ярко выраженный половой диморфизм. У взрослого самца верхняя часть тела, горло, зоб и «шапочка» на голове пепельно-серые; брюхо, лицевой диск и надхвостье белые. Хорошо заметно белое поясничное пятно. Между тёмным верхом и светлым низом имеется чёткая граница, что отличает самца этой птицы от родственного ему степного луня. Крылья длинные и относительно узкие, с чёрными окончаниями первостепенных маховых и тёмной полосой по заднему краю. Самка полевого луня сверху тёмно-бурая с охристо-рыжеватыми пятнами на кроющих, снизу светло-охристая с тёмными пестринами (каплевидными на груди и продольными на брюхе). На нижней стороне крыла самок хорошо заметны три продольные тёмные полосы, а на подхвостье три поперечные полосы. Молодые птицы в первый год жизни внешне похожи на зрелых самок, отличаясь от них более рыжим оттенком нижней части и меньшим количеством пестрин, особенно на брюхе, а также широкими рыжими каёмками перьев спины. Радужная оболочка у взрослых птиц жёлтая, у молодых серовато-бурая. Ноги длинные, жёлтого цвета.
Вокализация — дребезжащий двусложный визг и высокий отрывистый клёкот. Самка во время кормления самцом издаёт звонкий свистящий писк «пиия», а в случае беспокойства резкий дребезжащий клёкот «ки-ки-ки…ки-ки-ки…», на конце становящийся всё более громким. Голос самца более демонстративный, мелодичный — высокое отрывистое «чек-ек-ек-ек…». В брачный период самец может издавать быстрые «хохочущие» звуки «чук-ук-ук-ук», напоминающие крик малой чайки.
Выделяют 2 подвида полевого луня. Номинативный подвид C. c. cyaneus (Linnaeus, 1766) обитает в Европе и Азии. Подвид C. c. hudsonius (Linnaeus, 1766), отличающийся более тёмным оперением и рядом современных источников выделяемый в отдельный вид, гнездится в Северной Америке.

## Распространение

### Ареал

Полевой лунь на охоте

Полевой лунь гнездится в северном полушарии от лесотундр на севере до степной зоны на юге. В Евразии распространён на всём протяжении с запада на восток. В Скандинавии и на Кольском полуострове встречается к югу от 70° с. ш. в Норвегии, 68° с. ш. в Швеции, 62° с. ш. в Финляндии и Мурманской области. В промежутке между Белым морем и бассейном Енисея в Западной Сибири встречается южнее 67° с. ш., в Восточной Сибири примерно южнее 67° с. ш. Южная граница гнездовий пролегает через север Пиренейского полуострова, южную границу Альп, Карпаты, северное побережье Чёрного моря, Крым, Закавказье, Поволжье и Урал в районе 52° с. ш., Северный Казахстан до 52-й параллели, Алтай, Северную Монголию, Северо-Восточный Китай и северное Приморье. За пределами материка встречается Британских, Оркнейских, Гебридских, Шантарских и возможно на Сахалине. В Северной Америке гнездится на севере до северной Аляски, северный Саскачеван, южный Квебек, Ньюфаундленд и Лабрадор; на юге до Нижней Калифорнии, южного Техаса, южное Миссури, Западную Вирджинию, юго-восточную Вирджинию и Северную Каролину.
Популяции Северной и Восточной Европы, Азии и северной части Северной Америки полностью перелётные, остальные частично перелётные либо рассеивающиеся. В случае миграции зимуют в Западной Европе к югу от Шотландии и Южной Швеции (отдельные особи достигают Северной Африки), в Азии от Передней Азии и Ближнего Востока на западе до Корейского полуострова, побережья Тонкийского залива и Японских островов на востоке, в Америке к югу от канадских провинций Британская Колумбия и Нью-Брансуик до Панамы, Колумбии и Венесуэлы в Южной Америке. Иногда встречается на Больших Антильских островах.

### Места обитания

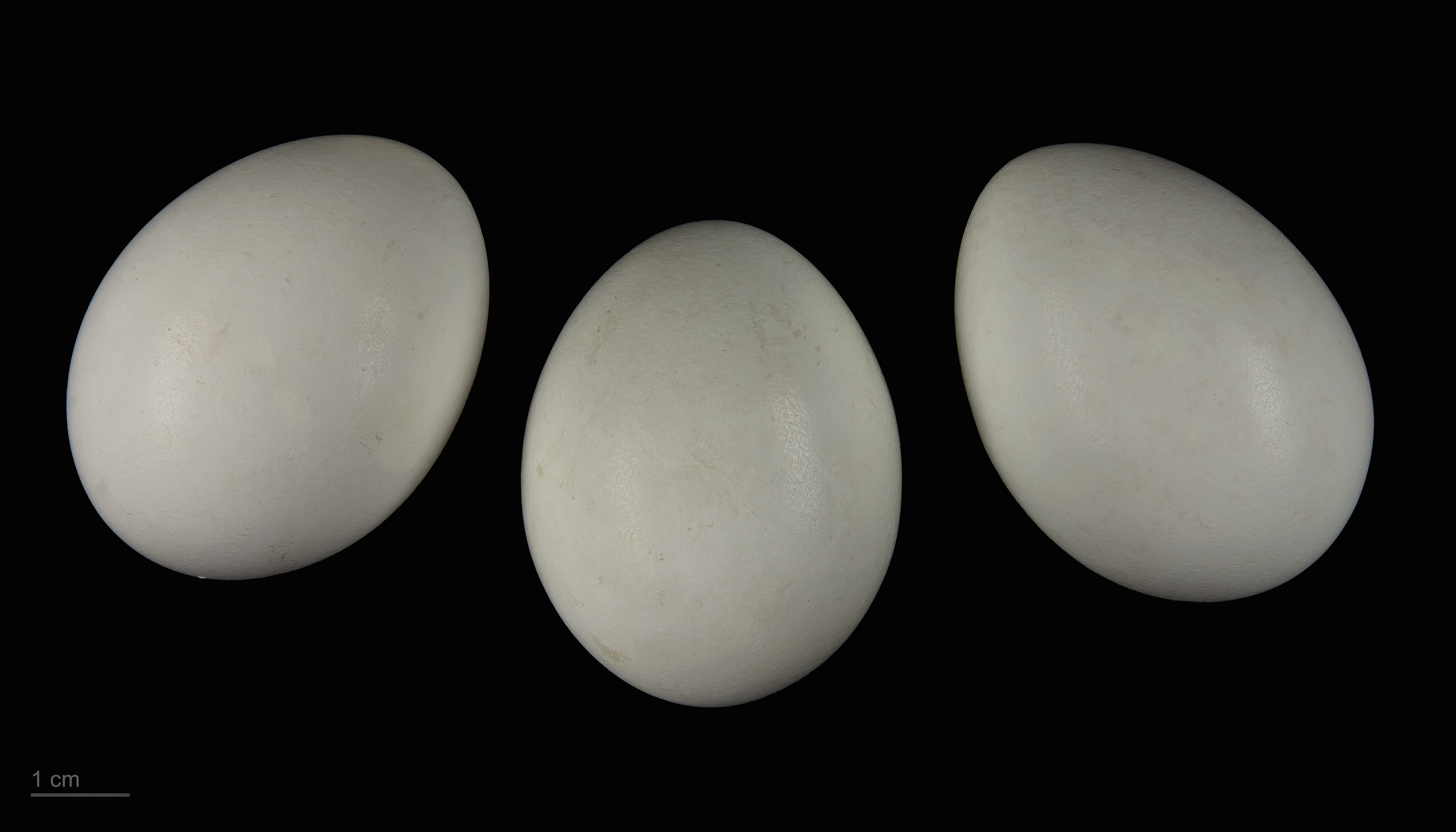
Яйцо Circus cyaneus, Тулузский музеум

Населяет преимущественно открытые ландшафты. В зоне лесов встречается на опушках, вырубках, гарях, моховых болотах, по окраинам полей, в лугах речных долин. В гнездовой период наибольшее предпочтение отдаёт небольшим вырубкам 3—5-летней давности, густо поросшим крапивой, кипреем и кустами малины. Реже селится близ кустарниковых зарослей. На севере ареала обитает в лесотундре, на юге в степи или прериях. В горах встречается до 3200 м над уровнем моря.

## Размножение

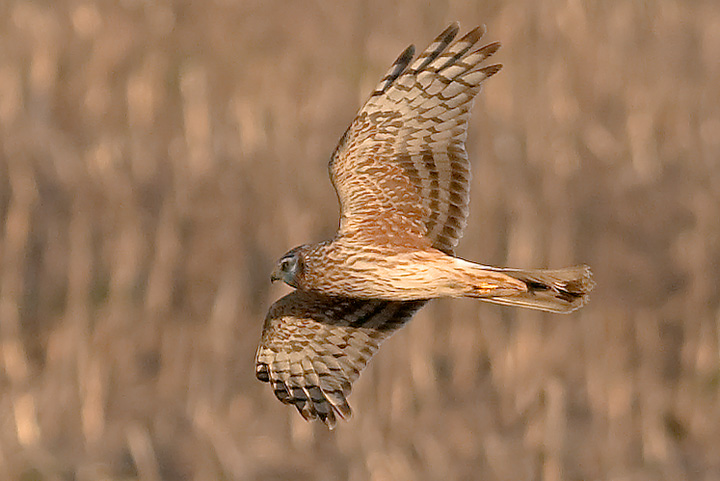
В полёте

Половая зрелость у самцов и самок наступает в возрасте одного года. Большинство самцов моногамны, хотя в отдельных случаях встречаются случаи полигинии — один самец может за сезон обслуживать до пяти самок. Самки моногамны. В случае миграции полевой лунь прибывает к местам гнездовий в марте-мае, в средней полосе России в первой половине апреля, когда появляются первые большие проталины. Полевые луни часто гнездятся неплотными колониями по 15—20 пар. При большой плотности популяции расстояние между соседними гнёздами варьирует в пределах 0,5—2,0 км, на других территориях 2—10 км. В период размножения лунь тщательно охраняет свою территорию, отгоняя от гнезда других птиц и нападая даже на человека.
Во время ухаживания за самкой самец выполняет в воздухе акробатические этюды, взлетая высоко в небо и, вращаясь, падая вниз. В качестве места для постройки гнезда выбирается небольшая поляна, как правило, недалеко от воды и на расстоянии 10—200 м (реже до 600 м) от обширного открытого пространства — поля, луга, болота либо речной долины, где птицы добывают себе корм. Гнездо представляет собой относительно плоскую постройку с неглубоким лотком, сплетённую из сухих тонких веточек и выстланную стеблями травы, которая располагается прямо на земле, в зарослях высокой травы или на воде — в последнем случае используются торчащие из воды кусты ивы, осоковые кочки либо другие основания растительного происхождения. Диаметр гнезда обычно 500—600 мм, высота 250—300 мм, диаметр лотка 150—200 мм. Строительством занимается преимущественно самка, в то время как самец занимается добычей корма. Для насеста птицы используют небольшие возвышения — пни, столбы ограды и т. д.

Яйца откладываются один раз в год, в середине мая — начале июня. Кладка состоит из 3—7 (обычно 3—5) яиц белого цвета с голубоватым оттенком и иногда с редким буровато-охристым краплением. Размер яиц (40—53) х (32—39) мм. Почти всё время насиживает одна самка. Тем не менее, она может оставить гнездо на самца на несколько минут. Период инкубации составляет примерно 31—32 дня, вылупившиеся птенцы покрыты белым с серовато-охристым оттенком пухом. Самец в период насиживания и первое время после вылупления птенцов занимается добычей корма, который сбрасывает сверху в гнездо, в то время как самка занимается кормлением молодняка. Примерно через две недели после рождения потомства самец покидает гнездо, и в дальнейшем воспитанием птенцов занимается самка. Примерно в возрасте 35 дней птенцы покидают гнездо, после чего рассеиваются. На территории России лётных птенцов можно увидеть в середине июля. Отлёт на зимние квартиры начинается уже в августе, хотя основная масса улетает в сентябре. Во время миграции летят широким фронтом.

## Питание
Питается преимущественно мышевидными грызунами — полёвками, хомяками, мышами; в районах изобилия они могут составлять до 95 % всего рациона. Например, во многих районах Америки основной пищей являются пенсильванские полёвки (Microtus pennsylvanicus). Кроме того, охотятся на разнообразных земноводных, рептилий и насекомых. Ловят зайцев, бурозубок (Sorex), сусликов (Spermophilus) и некоторых птиц. Изредка питается падалью.
Во время охоты низко и бесшумно летят над землёй, высматривая добычу.